# (2580) Smilevskia
(2580) Smilevskia est un astéroïde de la ceinture principale.

## Description
(2580) Smilevskia est un astéroïde de la ceinture principale. Il fut découvert le 18 août 1977 à Naoutchnyï par Nikolaï Tchernykh. Il présente une orbite caractérisée par un demi-grand axe de 2,18 UA, une excentricité de 0,20 et une inclinaison de 1,6° par rapport à l'écliptique.

## Compléments